# Adam Laxman

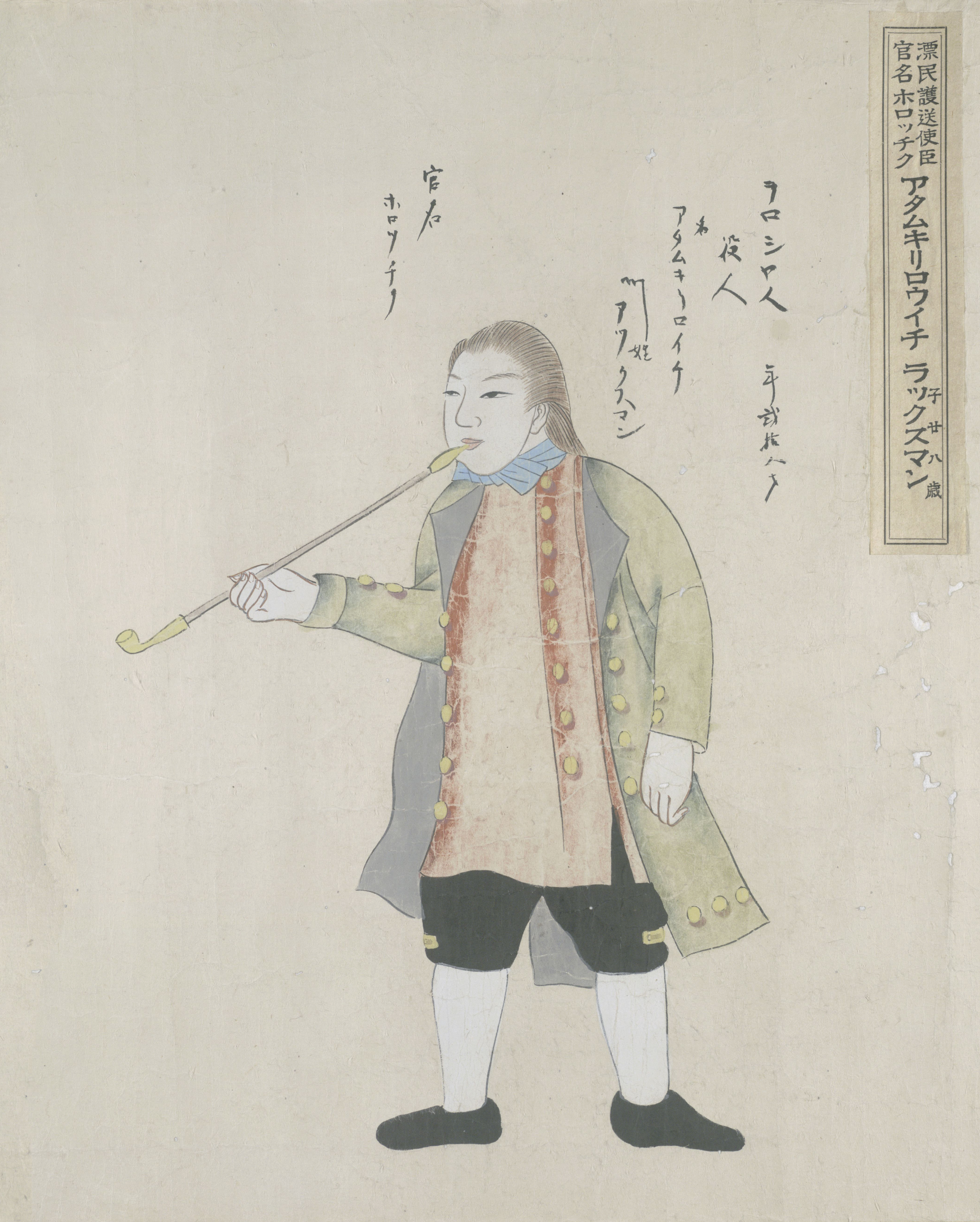
Adam Laxman målad av anonym japansk konstnär.

Adam Laxman (Ryska: Адам Кириллович (Эрикович) Лаксман; 1766 - 1806?), rysk militär av finlandssvensk härkomst, son till Erik Laxman. Laxman var löjtnant i den ryska militären och fick 1791 tsarinnans uppdrag att leda en forskningsresa till Ezo (nu Hokkaido) i Japan för att hemföra japanska skeppsbrutna i utbyte mot handelsförbindelser med Tokugawashogunatet.

## Laxmans expedition till Japan
Laxman landade i Hokkaido i oktober 1792 där han möttes av medlemmar av Matsumaeklanen, som hade i uppdrag att försvara Japans nordgräns. Till skillnad från tidigare utländska besökare behandlades Laxman väl, men detta förändrades när han krävde att få överlämna en grupp japanska skeppsbrutna till Edo personligen. Han fick snart träffa två sändebud och femhundra män som rådsherren Matsudaira Sadanobu sänt från Edo, vilka försökte avråda Laxman från att bege sig längre in på japanskt territorium. De bad honom att istället resa till staden Matsumae landvägen utan sitt skepp. Laxman vägrade och fick till slut tillstånd att segla med japansk eskort till Hakodate varifrån 450 ryssar och japaner skulle marschera till Matsumae-slottet.
Trots sin framfusighet fick Laxman uppehålla sig i en överdådig bostad av västerländskt snitt, han och hans kamrater behövde inte följa seden att buga sig inför shogunens utsända och de försågs med tre samurajsvärd och hundra säckar ris. Sändebuden förklarade sedan för honom att japansk lag stadgade att all handel med utlandet skulle bedrivas i Nagasaki. De förklarade också att då Laxmans expedition kommit för att återlämna skeppsbrutna, så skulle de tillåtas återvända i fred. När Laxman trots detta vägrade att ge sig iväg utan ett handelsavtal försågs han med dokument som uttryckligen slog fast att ryska handelsfartyg endast skulle vara välkomna i Nagasaki, att utländska fartyg inte skulle tillåtas landa någon annanstans i Japan och att kristendomen inte skulle tillåtas någonstans i Japan.
Laxman återvände till Ryssland i stort sett tomhänt, trots att han hade dokument som för första gången tillät handel med andra länder än Kina och Nederländerna. När en rysk expedition gjorde ett försök att handla i Nagasaki nio år efter Laxmans återkomst till Ryssland, fick expeditionen ett långt dokument som förklarade att Japan var stängt för utrikeshandel och krävde att de lämnade landet. Efter detta bakslag debatterade Tsarryssland i många år vad dokumenten egentligen betydde och lät individuella entreprenörer sköta kontakterna med Japan.